# Allophylus loretensis
Allophylus loretensis är en kinesträdsväxtart som beskrevs av Standley och Macbride. Allophylus loretensis ingår i släktet Allophylus och familjen kinesträdsväxter. Inga underarter finns listade i Catalogue of Life.